# حیدرآباد (جلفا)
حیدرآباد یکی از روستاهای استان آذربایجان شرقی است که در دهستان شجاع بخش مرکزی شهرستان جلفا واقع شده‌است.این روستا ۷۰ نفر جمعیت دارد.